# Calanthemis riccardoi
Calanthemis riccardoi es una especie de escarabajo longicornio del género Calanthemis, tribu Clytini, subfamilia Cerambycinae. Fue descrita científicamente por Adlbauer & Bjørnstad en 2012.

## Descripción
Mide 11,5-14 milímetros de longitud.

## Distribución
Se distribuye por Tanzania.